# ميوشي (اليابان)
ميوشي  هي بلدية في اليابان، وبلدة في اليابان، تقع في مقاطعة إيروما، بلغ عدد سكانها 38,541  نسمة وذلك حسب إحصائيات سنة 2018، تبلغ مساحتها 15.33 كيلومتر مربع.